# Juillet 1843

## Événements
- 5 juillet, France : second rapport de Tocqueville sur les prisons.

- 7 juillet : inauguration à Paris du quai Henri IV créé par rattachement à la rive droite de l'île Louviers.

- 18 juillet : Juliette Drouet et Victor Hugo, en compagnie de Claire Pradier, partent en voyage : Bordeaux, Bayonne, Saint-Jean-de-Luz, Pasajes, Saint-Sébastien, Tolosa, Pampelune, Roncevaux, Cauterets, Auch, Agen, Périgueux, Saintes, Soubise. Les lettres envoyées par Victor Hugo à sa famille et les notes prises durant ce voyage figureront dans le livre posthume Alpes et Pyrénées (1890).

- 23 juillet, Espagne : coup de force du général modéré Narváez qui chasse Espartero et proclame la majorité d’Isabelle II d'Espagne (fin de règne en 1868). Les modérés se maintiennent au pouvoir pendant dix ans (décennie blanche).

- 28 juillet :
  - Espagne : le régent Espartero quitte le pays à bord d'un navire britannique. Il embarque à Cadix pour se réfugier en Angleterre.
  - France : loi d'établissement du chemin de fer d'Avignon à Marseille.

- 29 juillet :
  - Honoré de Balzac retrouve Ewelina Hańska à Saint-Pétersbourg. Il ne l'avait pas revue depuis Vienne.
  - France : Ledru-Rollin, Godefroy Cavaignac, Étienne Arago, Louis Blanc et Ferdinand Flocon fondent un nouveau journal : La Réforme. Il sert de tribune à Louis Blanc.

- 31 juillet : Bugeaud est fait maréchal de France.

## Naissances
- 5 juillet : Anton Ausserer, naturaliste allemand spécialiste des araignées († 1889).
- 14 juillet : Valentine Ball (mort en 1894), géologue et ornithologue irlandais.
- 18 juillet : Victor Tortez, peintre français († 21 janvier 1890).
- 24 juillet :
  - Eugen de Blaas, peintre italien († 10 février 1931).
  - William de Wiveleslie Abney (mort en 1920), astronome, chimiste et photographe britannique.

## Décès
- 2 juillet : Samuel Hahnemann (né en 1755), médecin allemand, inventeur de l'homéopathie.
- 15 juillet : 
  - Ludwig Markus, historien, orientaliste et germaniste français d'origine allemande (° 31 octobre 1798).
  - Robert Steuart, homme politique britannique (° 1806).
- 25 juillet : Charles Macintosh (né en 1766), inventeur et chimiste écossais.